# Goba
Goba – miasto w środkowej części Etiopii, w Bale Zone w stanie Oromia. Znajduje się 446 km na południowy wschód od Addis Abeby i leży 2743 metrów nad poziomem morza. Według danych szacunkowych na rok 2015 liczy 47 100 mieszkańców.
Miasto jest znane ze środowych targowisk, a także miodu, koszykarstwa i bawełny; Park Narodowy Balie jest 10 km na południowy zachód od miasta. Kilka kilometrów od Goba są szczątki starego kamiennego kościoła. Goba posiada Port lotniczy Goba (kod IATA: GOB, kod ICAO: HAGB) w sąsiadującym Robe, z którego lata Ethiopian Airlines do Addis Abeby.

## Historia
Arnold Weinholt Hodson odwiedził Goba, gdy był Brytyjskim rezydentem w południowej Etiopii (1914-1923), opisał je, jako "wielkie miasto garnizonowe."
Goba była stolicą prowincji Bale, zanim prowincja została zniesiona w wyniku przyjęcia nowej konstytucji w roku 1995.